# District de Dong'an
Pour les articles homonymes, voir Dong'an.
Le district de Dong'an (东安区 ; pinyin : Dōng'ān Qū) est une subdivision administrative de la province du Heilongjiang en Chine. Il est placé sous la juridiction de la ville-préfecture de Mudanjiang.